# Kai Møller

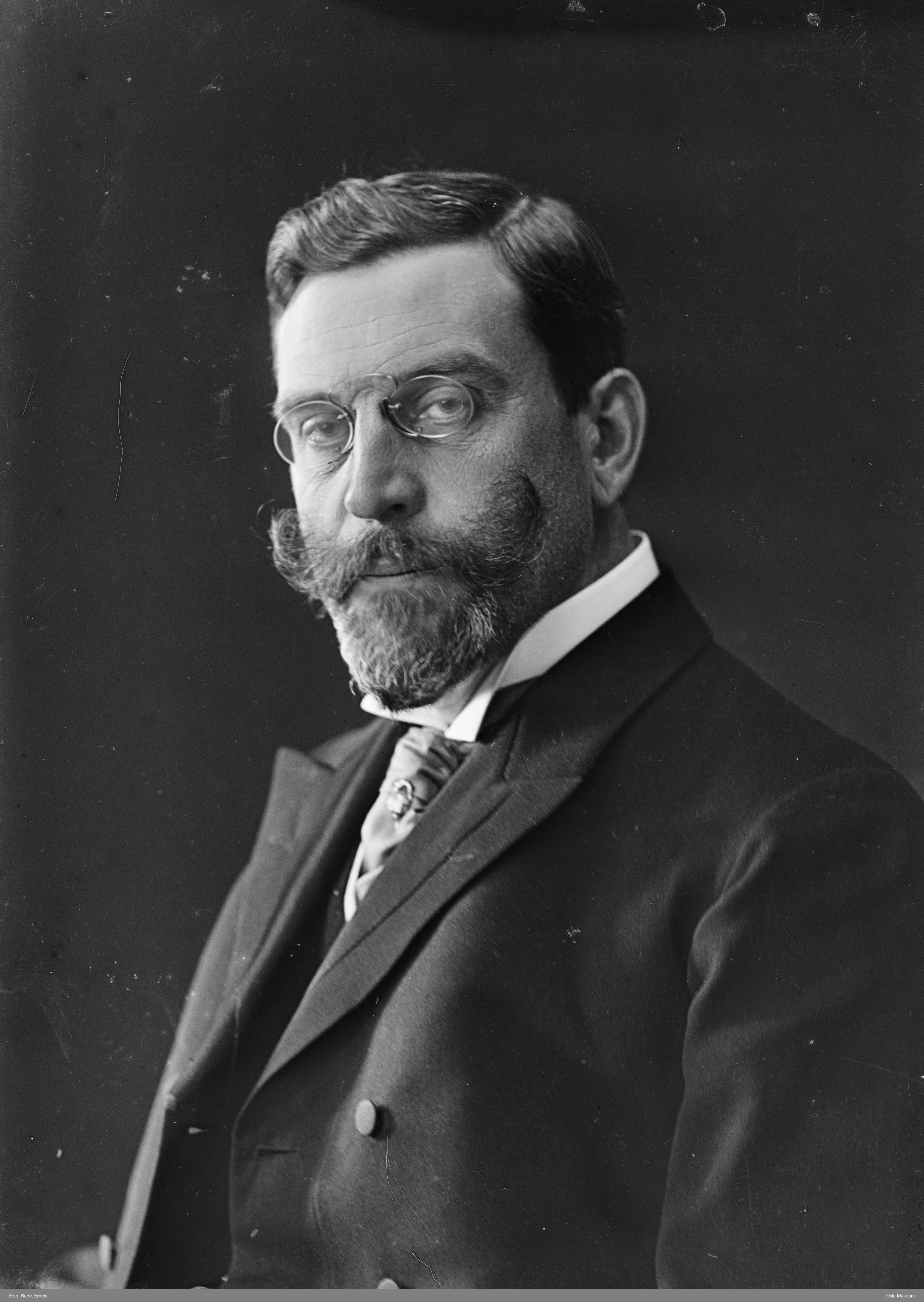
Kai Møller, 1911, Photo von Ernest Rude

Kai Bisgaard Anker Møller (* 22. Mai 1859 in Berg, heute Halden; † 22. September 1940 Thorsø herregård, Torsnes, heute Fredrikstad) war ein norwegischer Großgrundbesitzer, Organisator und Politiker. Mit 36 Jahren übernahm er den Herrenhof seines Vaters und leitete ihn über fünfzig Jahre lang. Er war ein Interessensvertreter der norwegischen Landwirtschaft, gründete eine Einkaufsgenossenschaft und eine Genossenschaftsbank, war Bürgermeister und Parlamentsabgeordneter und Kanzler des Sankt-Olav-Ordens. „Am bekanntesten ist er für seine Arbeit in Det Kongelige Selskap for Norges Vel, deren Präsident er 1906–1922 war.“ Diese Gesellschaft unterstützt die Neugründung von Unternehmen auf lokaler Ebene in Norwegen und inzwischen auch im Rahmen der Entwicklungszusammenarbeit im Ausland.

## Leben

### Jugend und Ausbildung
Kai Møller war das einzige Kind des Theologen und Assistenzprofessors (adjunkt) an der Haldener Lateinschule Edvard Johannes Møller (1819–1885) und der Diderikke Annette Anker (1838–1912). Die Mutter stammte aus der alten und verzweigten Familie Anker, die im Laufe der Generationen viele prominente Mitglieder hervorgebracht hat, so auch Diderikke selbst, die unter dem Namen Dikka Møller eine bekannte Friedensaktivistin war.
Kai wurde in Dyrendal bei Halden geboren, aber als er zwei Jahre alt war, starb der Großvater Zacharias Møller (1779–1861) und Edvard Møller erbte den Gutshof Thorsø, der seit 1818 im Familienbesitz war. Thorsø war ein Herrenhof (herregård), er umfasste sechs bygselgårder (Pachthöfe) und 18 husmannsplasser (Häuslerplätze) und beschäftigte entsprechend viel Personal.
Kai Møller besuchte die Kathedralschule in Kristiania, die er 1877 mit dem Examen artium (Abitur) abschloss. Im Jahr darauf legte er an der Universität das Anneneksamen ab (zweites Examen, heute Examen philosophicum). Anschließend war er Privatschüler von Asbjørn Olavson an der Landwirtschaftsschule in Koines und ging bei Haakon Tveter in Ostjütland in die Lehre. 1879–1880 absolvierte er Den høyere landbruksskole (Höhere Landwirtschaftsschule) in Ås, die heutige NMBU (Norges miljø- og biovitenskapelige universitet). Schließlich ergänzte er seine landwirtschaftliche Ausbildung durch Auslandsaufenthalte in Dänemark (1882–1883) und England (1885).

### Hoferbe und Heirat

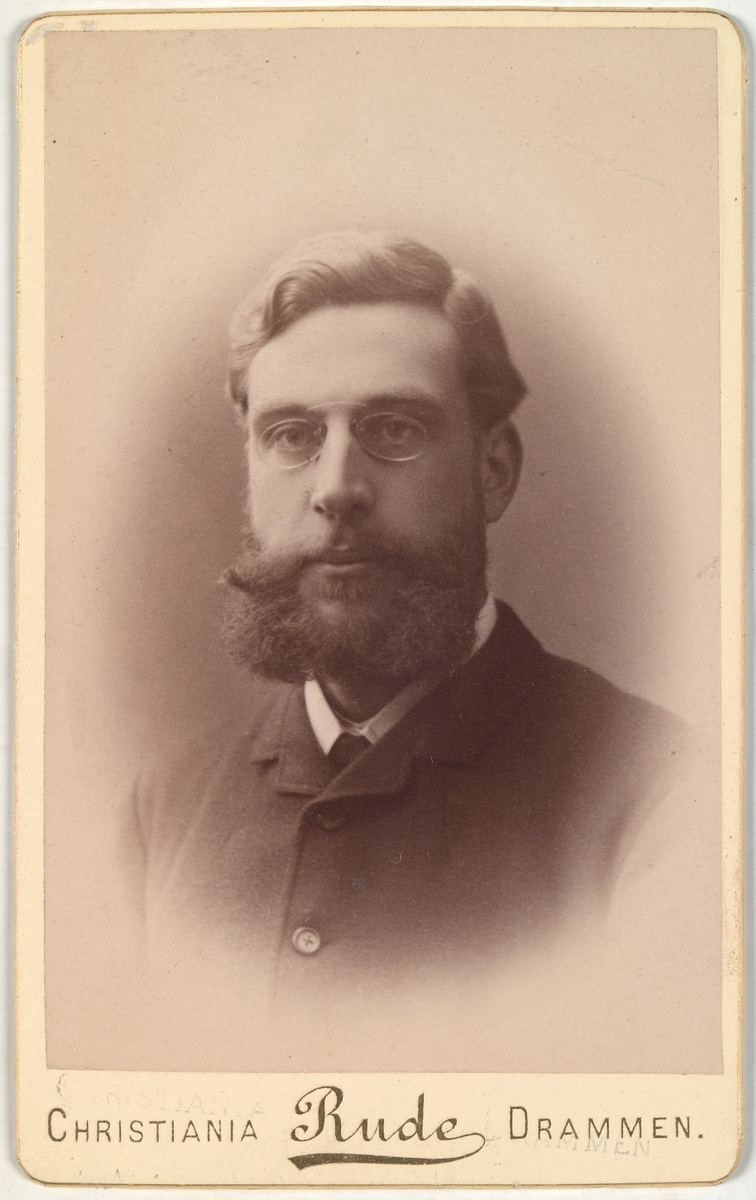
Kai Møller, um 1890, Foto von Christoffer Gade Rude

1885 starb Edvard Møller. Sohn Kai übernahm Thorsø herregård und leitete es bis 1937, als er den Besitz an seine Kinder übergab. Im 19. Jahrhundert „war Thorsø ein kulturelles Zentrum mit einem Umfeld, das eng mit Bjørnstjerne Bjørnson und anderen bedeutenden Persönlichkeiten aus Kunst, Wissenschaft und Politik verbunden war. Kai Møller wuchs in diesem aufgeschlossenen Umfeld und in einer geistig anregenden Atmosphäre auf.“
Bjørnson war oft auch in Sagatun (in Vang, heute Hamar) zu Gast, wo Kais Onkel Herman Anker die erste Volkshochschule Norwegens gegründet hatte. Kai heiratete eine seiner Cousinen aus Sagatun, Katti (* als Cathrine Anker am 23. Oktober 1868 in Sagatun; † 20. August 1945 in Torsnes). Die Hochzeit fand am 9. Januar 1889 in der Heimatgemeinde der Braut statt.
Die drei Kinder aus dieser Ehe wurden bereits in den ersten Jahren geboren: 1891 die Tochter Tove Kathrine, die später unter dem Namen Tove Mohr als Ärztin und Frauenrechtlerin bekannt wurde; 1893 der Sohn Edvard Johannes, der nach dem Großvater benannt wurde; und 1896 die Tochter Mix Anker, benannt nach Kattis Mutter. Ab 1900 engagierte sich Katti Anker Møller in der Frauenbewegung und zusammen mit ihrem Schwager Johan Castberg setzte sie die Kindergesetze durch, mit denen uneheliche Kinder Anspruch auf Namen und Erbe ihres Erzeugers erhielten.
Seinen Zeitgenossen galt Kai Møller als „einer der prominentesten und repräsentativsten Landwirte Norwegens“ bzw. als „einer der profiliertesten und kenntnisreichsten Männer in der Landwirtschaft Norwegens.“ Dies ist nicht nur darauf zurückzuführen, dass er Thorsø in den über fünfzig Jahren seiner Leitung erheblich ausbaute. „Die Verantwortung, einen großen Bauernhof zu führen, hinderte Møller nicht daran, auch Zeit für politische und organisatorische Arbeit zu finden.“

### Lokale und Nationale Politik

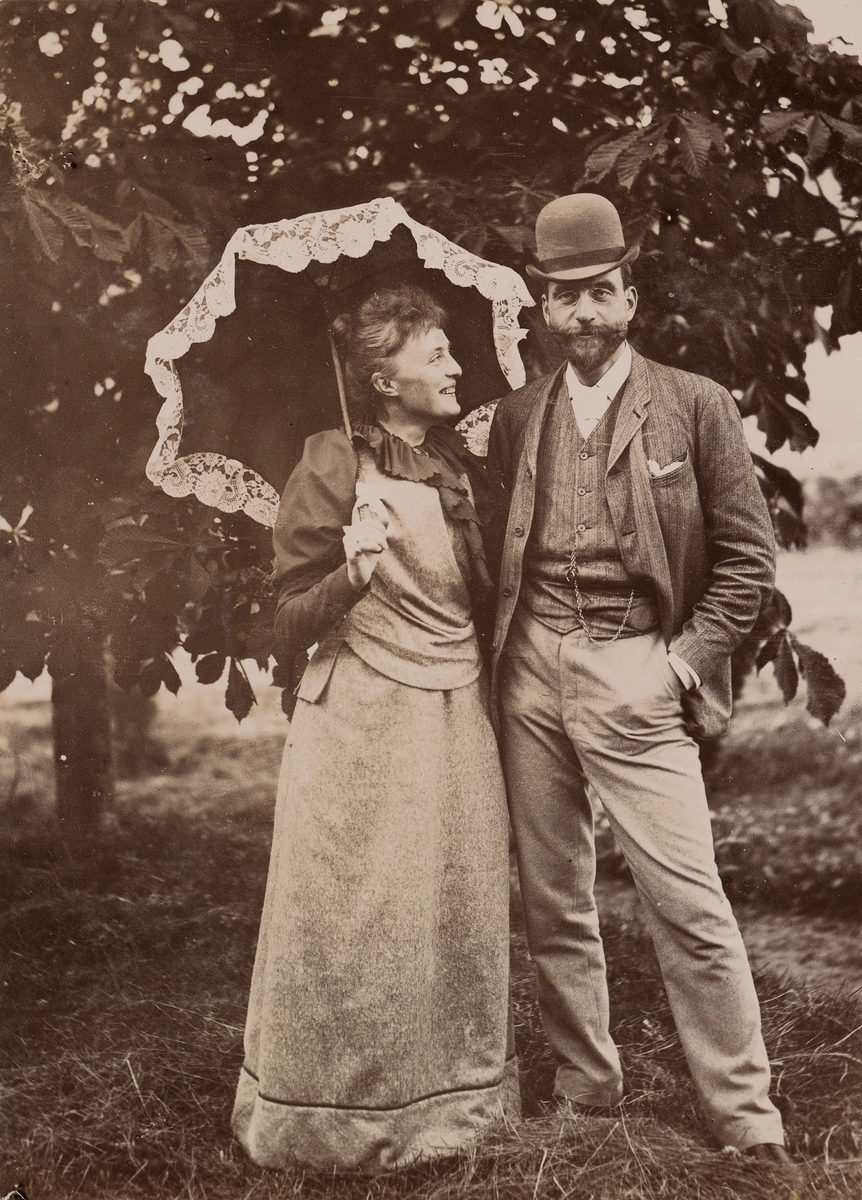
Kai und Katti Møller

Kai Møller war 1887–1907 Mitglied des Gemeinderats von Borge und seit dem 1. Januar 1910, als Torsnes eine eigenständige Gemeinde wurde, Mitglied des Gemeinderats von Torsnes; in Summe war er in seinem Dorf vierzig Jahre lang gewählter Vertreter. Für fünf Jahre war er auch Bürgermeister und für 14 Jahre (1891–1904) der Vorsitzende des Schulausschusses. Für das Smålenenes Amt (das heutige Fylke Østfold) war er ebenfalls aktiv, und zwar im Landwirtschaftsverein (Amtets landhusholdningsselskap) und ab 1896 im Schulrat (Smaalenenes skogselskap).
Kai Møller war Mitglied des nationalen Vorstands der Venstre-Partei, deren Unterorganisation in Smålenenes/Østfold er 1896–1921 als Vorsitzender leitete. In der Sitzungsperiode 1900–1903 saß er als Abgeordneter für Smålenenes Amt und die Venstre im Storting und war dort Mitglied im Landwirtschaftsausschuss. Allerdings war er wegen Krankheit ab 1901 ständig abwesend. Als Gunnar Knudsen im März 1908 eine Regierung bildete, wurde ihm das Amt des Landwirtschaftsministers angeboten, das er jedoch ablehnte.
Während der Krisenjahre des Ersten Weltkriegs unterstützte Kai Møller sein Land durch Mitarbeit in staatlichen Kommissionen: Statens provianteringskommisjon (Staatliche Versorgungskommission, 1914–1918), Trustkommisjon (Treuhandkommission, 1916), Oprettelse av Veterinærhøiskolen (Einrichtung einer Veterinärhochschule, 1917), Oprettelse av Forskningsfondet (Einrichtung eines Forschungsfonds, 1919).

### Organisator der Landwirtschaft
Kai Møllers wichtigstes Anliegen war die Entwicklung der norwegischen Landwirtschaft, und auf diesem Gebiet war er sehr wirkungsvoll. Er war 1905–1930 Vorsitzender der Østfold landbruksselskap (Østfolder Landwirtschaftsgesellschaft) und 1919–1928 Vorsitzender von Det norske Landbruksråd (Norwegischer Landwirtschaftsrat). Gemeinsames Wirken lag ihm am Herzen, wie er selbst sagte: „Die Zusammenarbeit stärkt die Wirtschaft des Einzelnen und hat gleichzeitig eine erzieherische und friedensstiftende Wirkung.“ (zitiert bei)

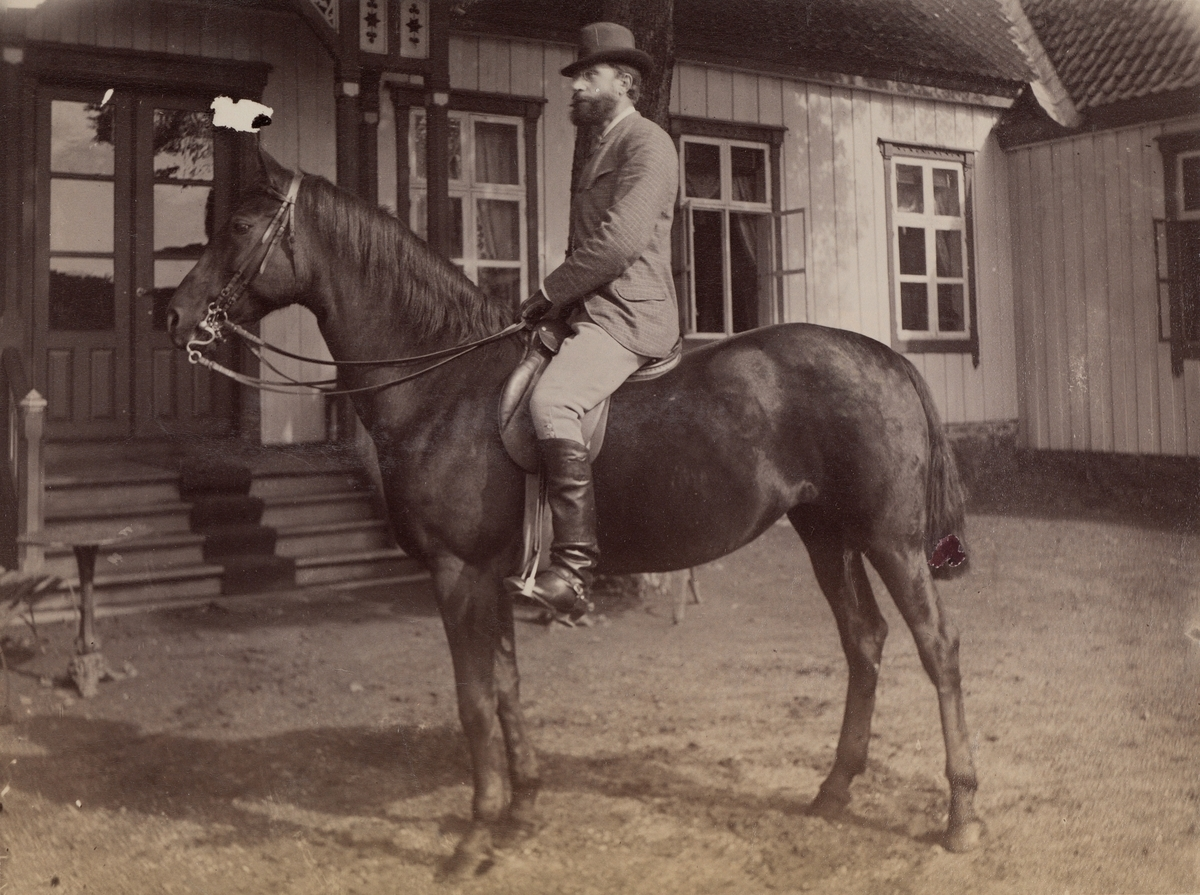
Kai Møller hoch zu Ross vor dem alten Herrenhaus von Thorsø

1896 initiierte er die Gründung der Landhusholdningsselskabenes Fælleskjøb (ab 1921 Felleskjøpet), der ersten landwirtschaftlichen Einkaufsgenossenschaft Norwegens, und führte sie 23 Jahre lang als Vorsitzender. 1918 war er an der Ausgliederung der Kreditabteilung der Felleskjøpet beteiligt, die als Bøndernes Bank („gegründet von norwegischen Sparkassen, Genossenschaften und Landwirten“) weitergeführt wurde. Er war die treibende Kraft beim Bau des Bøndernes Hus in Kristiania (1913). Dieses Gebäude am Rosencrantz' gate 8 wurde als Standort von Bauernverbänden errichtet, beherbergt aber auch das Hotell Bondeheimen und das Kaffistova, das damals größte alkoholfreie Kaffeehaus Norwegens.
Kai Møller war Präsident von Det Kongelige Selskap for Norges Vel 1906–1922 und danach ihr Ehrenmitglied und Träger der Goldmedaille der Gesellschaft. Diese 1809 gegründete Norwegische Wohlfahrtsgesellschaft unterstützt die Gründung von Unternehmen auf lokaler Ebene, in Norwegen, aber auch auf dem Balkan, in Lateinamerika und Afrika. Vor allem diese Tätigkeit, die über den Kreis der Landwirte und ihrer Verbände hinausging, machte ihn landesweit bekannt.
Kai Møller war auch einer der Hauptgründer einer privaten Mädchenschule in Berby (später Risum husmorskole). Er saß 1895–1901 im Aufsichtsrat der Norges Bank und war ab 1909 Vorstandsmitglied der Filiale in Fredrikstad. Er war im Leitungsgremium des Vereins Norden, norsk forening for nordisk samarbeide, der Teilorganisationen in allen fünf skandinavischen Ländern unterhielt. Er war Vorsitzender des Vorstands der großen Landwirtschaftsausstellung 1907 in Kristiania und Präsident des gleichzeitig stattfindenden Skandinavischen Landwirtschaftskongresses.

### Tod
Kai Møller starb am 22. September 1940 auf seinem Hof. Am 27. September fand in der Holm kirke die Trauerfeier statt, zu der Kränze von allen von ihm geleiteten Organisationen, vom Landwirtschaftsministerium und von den Arbeitern von Torsø und Under Lien geschickt wurden. „Zu den Klängen von Chopins Trauermarsch wurde die Bahre zum Familiengrab gebracht, wo der Pfarrer die Beerdigungszeremonie durchführte.“
Kai Møller liegt zusammen mit seiner Frau Katti Anker Møller, die ihn um fünf Jahre überlebte, im Friedhof von Torsnes, Fredrikstad, begraben. Ein von Sigurd Nome entworfenes Denkmal für ihn wurde 1960 am Sannesund in Sarpsborg errichtet.

## Würdigung

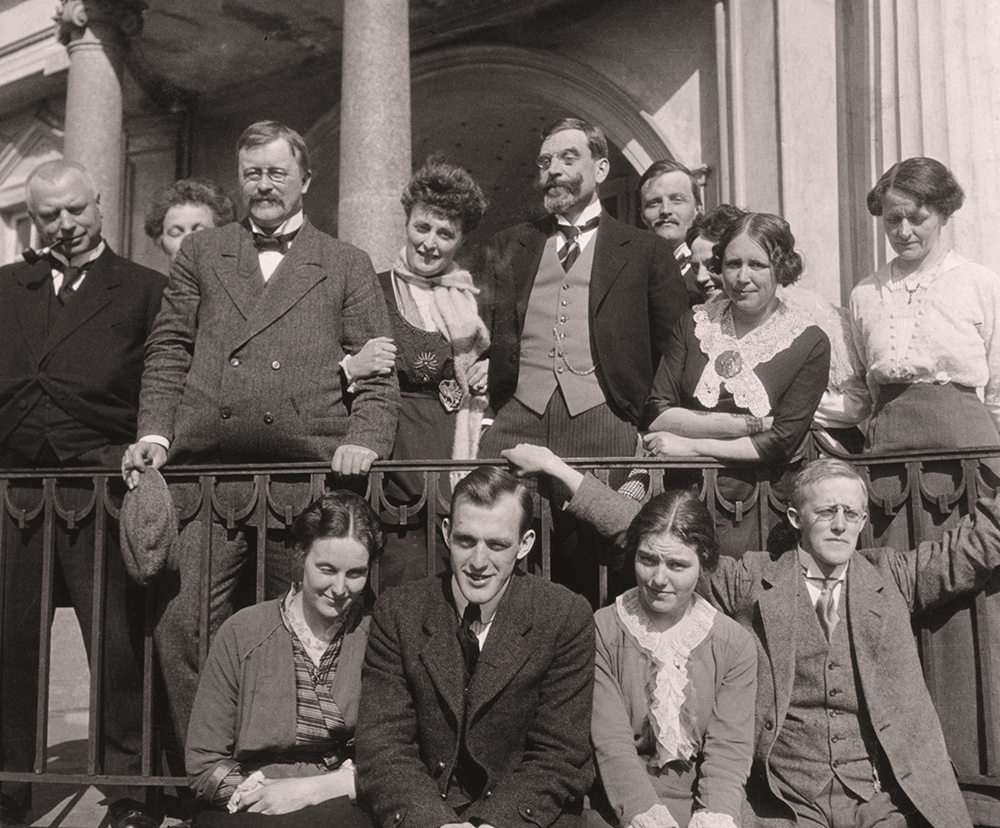
Die Familie von Kai Møller. Hinten von links: Ella Anker, Johan Castberg, Katti Anker Møller, Kai Møller, Nils Anker, Karen Anker, Gudrun Anker (geborene Nilssen). Vorne von links: Kais Kinder Tove Mohr, Edvard Johannes Møller und Mix Anker Braathen sowie Frede Castberg

Kai Møller wurde durch die Ehrenmitgliedschaft der schwedischen Kungliga Lantbruksakademien und der finnischen Nya Finska Hushållssällskapet geehrt. Obwohl er religiöse Orden grundsätzlich ablehnte, war er dennoch 1926–1933 Kanzler des Sankt-Olav-Ordens.
„Kai Møller war ein geselliger Mensch mit großem diplomatischen Geschick, und Bjørnson nannte ihn einen ‚Künstler im Umgang‘. Er sorgte sich um das soziale Wohlergehen der Menschen und war ein Kulturträger für Familie und Tradition. […] Er selbst schrieb einmal: ‚Der Bauer soll der Hüter des sozialen Dialogs sein.‘“
„Sein Name und seine Arbeit waren allen bekannt, und seine demokratische Einstellung hätte ihn zu einem ausgesprochenen ‚Volks‘-Mann gemacht. Aber das war nicht seine Art. Für die breite Masse war er ein Begriff, aber eine relativ ferne Persönlichkeit, denn er war im guten Sinne Demokrat und Aristokrat zugleich. Trotz seines ausgeprägten Interesses an landwirtschaftlichen Fragen und seiner angeborenen Führungsqualitäten strebte er nie nach Popularität. Er schlüpfte ganz selbstverständlich in seine Führungspositionen und füllte sie mit seinem Arbeitswillen, seinem Wissen und seiner Persönlichkeit aus, ohne jemals den Ellenbogen zu benutzen.“

## Weblinks

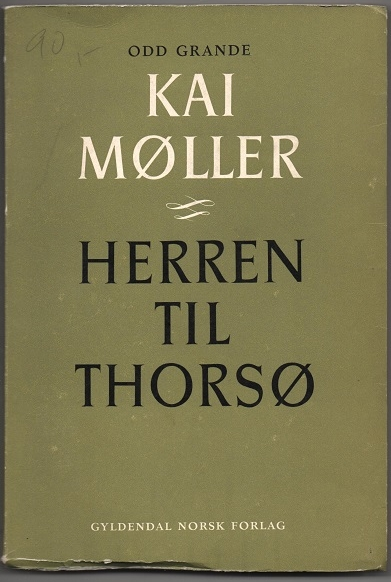
Odd Grande: Kai Møller. Herren til Thorsø. Gyldendal, Oslo 1961